# Nederland op het Eurovisiesongfestival 1962
Nederland deed mee aan het Eurovisiesongfestival 1960, dat werd gehouden in Luxemburg.

## Nationaal Songfestival 1962

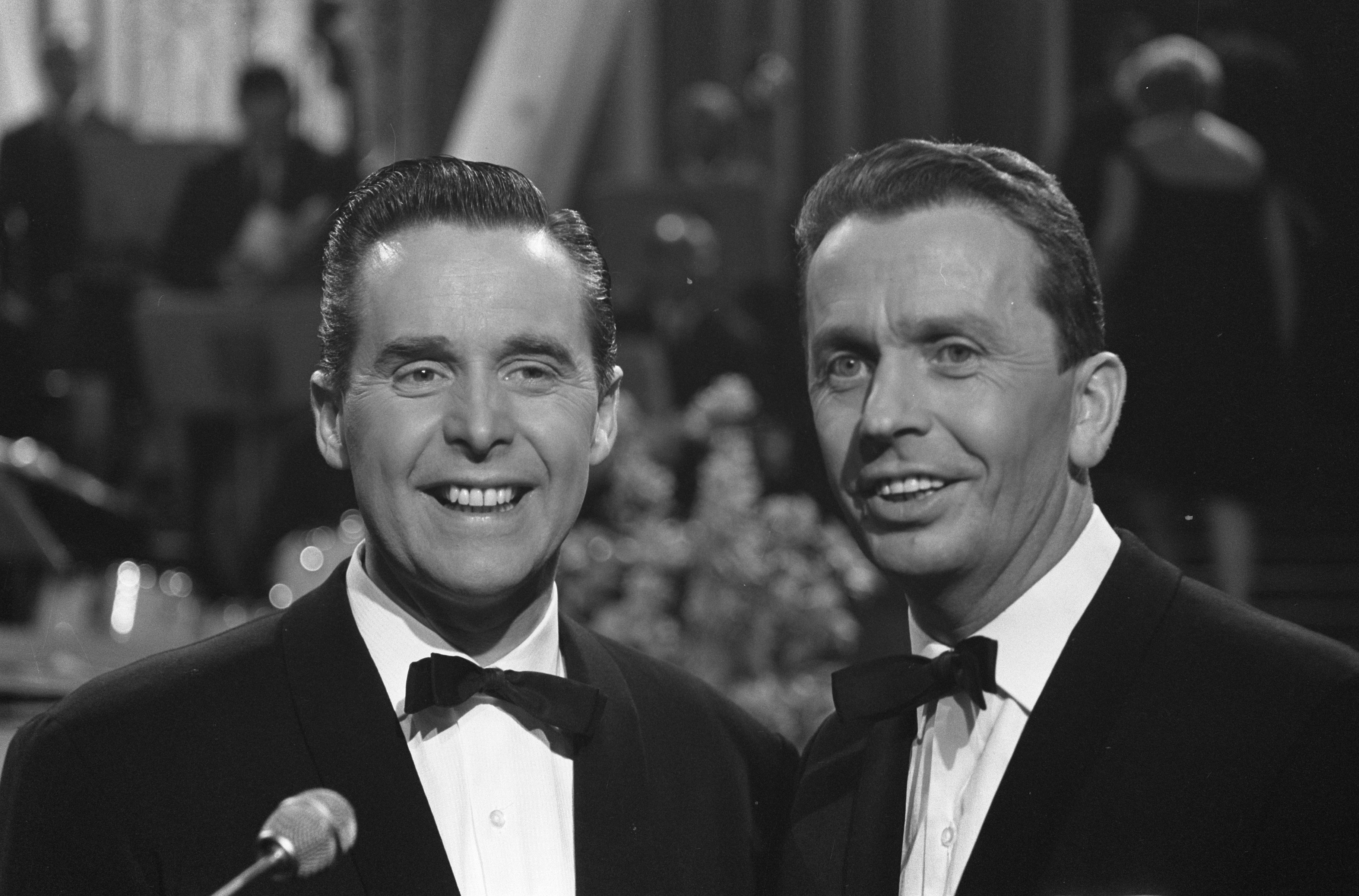
De Spelbrekers tijdens het Nationaal Songfestival 1960 in Concordia te Bussum

De Nederlandse inzending werd gekozen via het Nationaal Songfestival, dat werd uitgezonden door de NTS. Uit 189 liedjes werden zes nummers geselecteerd, Na de bekendmaking van de selectie werd door Joop Stokkermans een zevende lied geschreven. Stokkermans schreef het lied Katinka voor de Padre Twins (Wim en Hein Vader), maar twee weken voor het Nationaal songfestival werd het duo vervangen door De Spelbrekers (Theo Rekkers en Huug Kok). De Spelbrekers wonnen de Nationale finale met 169 punten. 

## In Luxemburg
Aan het Eurovisiesongfestival in Villa Louvigny, Luxemburg namen zestien landen deel. Nederland was als achtste aan de beurt, Na Duitsland en voor Frankrijk. Tijdens het optreden van het duo viel het licht een aantal keren uit. De Spelbrekers eindigden op een gedeelde laatste plaats, samen met België, Spanje en Oostenrijk, die elk geen punten kregen. Winnaar werd Frankrijk met het lied Un premier amour gezongen door Isabelle Aubret.
1956 · 1957 · 1958 · 1959 · 1960 · 1961 · 1962 · 1963 · 1964 · 1965 · 1966 · 1967 · 1968 · 1969 · 1970 · 1971 · 1972 · 1973 · 1974 · 1975 · 1976 · 1977 · 1978 · 1979 · 1980 · 1981 · 1982 · 1983 · 1984 · 1985 · 1986 · 1987 · 1988 · 1989 · 1990 · 1991 · 1992 · 1993 · 1994 · 1995 · 1996 · 1997 · 1998 · 1999 · 2000 · 2001 · 2002 · 2003 · 2004 · 2005 · 2006 · 2007 · 2008 · 2009 · 2010 · 2011 · 2012 · 2013 · 2014 · 2015 · 2016 · 2017 · 2018 · 2019 · 2020 · 2021 · 2022 · 2023 · 2024 · 2025